# Läyliäinen
Läyliäinen är en tätort (finska: taajama) i Loppis kommun i landskapet Egentliga Tavastland i Finland. Vid tätortsavgränsningen den 31 december 2021 hade Läyliäinen 815 invånare och omfattade en landareal av 3,10 kvadratkilometer.
Orten ligger cirka 10,5 kilometer söder om Loppis kyrkoby. Ortens centrum var tidigare känt som Talvio.